# The Varangian Way
The Varangian Way (en español, El camino de los Varegos) es el segundo álbum de estudio de la banda finlandesa de folk metal Turisas, publicado en 2007 por Century Media. Es un álbum conceptual que cuenta la historia de un grupo de Escandinavos viajando por las rutas fluviales de la Rus de Kiev a través de Ladoga, Novgorod y Kiev en dirección al Imperio romano de Oriente.
La edición especial del disco contiene una versión de "Rasputin" de Boney M.

## Lista de canciones
1. "To Holmgard and Beyond" – 5:17
2. "A Portage to the Unknown" – 4:50
3. "Cursed Be Iron" – 5:03
4. "Fields of Gold" – 4:34
5. "In the Court of Jarisleif" – 3:17
6. "Five Hundred and One" – 6:18
7. "The Dnieper Rapids" – 5:20
8. "Miklagard Overture" – 8:18

- Música de Mathias Nygård, excepto pistas 3 (Nygård/Wickström), 5 (Nygård/Lisko/Vänskä) y 6 (Nygård/Vänskä).
- Letras de Mathias Nygård, excepto pista 3 (tradicional/Elías Lönnrot), tomada del Kalevala.

### Edición especial
1. "To Holmgard and Beyond" – 5:17
2. "A Portage to the Unknown" – 4:50
3. "Cursed Be Iron" – 5:03
4. "Fields of Gold" – 4:34
5. "In the Court of Jarisleif" – 3:17
6. "Five Hundred and One" – 6:18
7. "The Dnieper Rapids" – 5:20
8. "Miklagard Overture" – 8:18
9. "Rasputin" - 3:53
10. "To Holmgard and Beyond" [Single Edit] - 3:29

## Personal
- Mathias "Warlord" Nygård – Voz, teclado
- Jussi Wickström – Guitarra eléctrica
- Tuomas "Tude" Lehtonen – Batería, percusión
- Olli Vänskä – Violín
- Hannes "Hanu" Horma – Bajo, coros
- Janne "Lisko" Mäkinen – Acordeón

- Datos: Q2578441